# New Year's Evil
New Year's Evil (título brasileiro: Réveillon Maldito) é um filme de horror e suspense americano de 1980. Foi produzido pela Cannon Films. Foi lançado no Brasil apenas em VHS pela antiga Globo Vídeo.

## História
Um maníaco auto-intitulado “o maldito” (the evil) ameaça por telefone uma apresentadora, Diane Sullivan ou Blaze, de um programa de televisão em rede nacional com atrações de bandas de rock e punk na véspera de ano-novo. Ele diz que a cada vez que soar 0h do ano-novo em algum lugar do país, de acordo com o fuso horário, atacará uma pessoa diferente. O lunático ataca por toda Los Angeles e fora dela, incluindo a secretária de Blaze em seu apartamento, uma enfermeira, um motoqueiro num autocinema (drive-in), duas moças que ele pegou em sua Mercedes numa festa, deixando Blaze última vítima.
Para não ser rastreado ou reconhecido ele sempre utiliza telefones públicos e distorce sua voz.
Apesar do prédio estar cercado de policiais e a entrada e saída de pessoas estar proibido o maníaco consegue adentrar no edifício golpeando um policial na garagem e utilizando sua farda. Ele prende Blaze numa algema e a amarra nas correntes por baixo do elevador.
Os policiais então descobrem que Richard Sullivan esteve internado num manicômio. O maníaco, que está utilizando uma estranha máscara, é encurralado no terraço do edifício e se suicida. No fim, o filho do casal sequestra uma ambulância utilizando a mesma máscara que seu pai utilizou.

## Elenco
- Roz Kelly - Diane Sullivan / Blaze
- Kip Niven - Richard Sullivan
- Chris Wallace - Ten. Clayton
- Grant Cramer - Derek Sullivan
- Louisa Moritz - Sally
- Jed Mills - Ernie